# Franciszek Jakubowicz
Franciszek Jakubowicz (ur. 29 września 1907 w Suczawie, zm. 29 września 1972 w Krakowie) – ksiądz katolicki obrządku ormiańskiego. 
Urodził się w rodzinie polskich Ormian zamieszkałych w Suczawie na historycznej Bukowinie. Jako obywatel Rumunii odbył służbę wojskową i otrzymał stopień oficera kawalerii. 
W latach trzydziestych XX w. przybył do Lwowa aby studiować teologię ormiańską. W końcu lat trzydziestych był gotów przyjąć święcenia w kościele katolickim obrządku ormiańskiego, lecz wskutek zgonu arcybiskupa Józefa Teodorowicza przyjął święcenia z rąk arcybiskupa greckokatolickiego Andrzeja Szeptyckiego. Swoje obowiązki sprawował w lwowskiej katedrze ormiańskiej. Okres II wojny światowej spędził we Lwowie. Po roku 1945 zamieszkał w Krakowie przy ulicy Bogusławskiego 3. 
Początkowo był związany z kościołem św. Idziego przy ul. Grodzkiej, gdzie w soboty o godz. 17 odprawiał msze św. w obrządku ormiańskim, lecz później wskutek pogarszającego stanu zdrowia nie był w stanie opuszczać swojego mieszkania. 
Zmarł w Krakowie i został pochowany w grobowcu księży kolegiaty św. Anny na cmentarzu Rakowickim. 